# Крестьянское (Ставропольский край)
Крестья́нское — село в Ипатовском районе (городском округе) Ставропольского края Российской Федерации. 

## Варианты названия
- Крестьянский[2].

## География
Расстояние до краевого центра: 95 км. Расстояние до районного центра: 14 км.

## История
Декретом ВЦИК от 1 марта 1926 года в составе Виноделинского района образован Крестьянский сельсовет. В него вошли с. Крестьянское, х. Подгорный, х. Пустовитова, пос. арт. «Юный пахарь».
До 1 мая 2017 года село входил в упразднённый Мало-Барханчакский сельсовет.

## Население
| 1989 | 2002 | 2010 | 2014 | 2023 |
| ---- | ---- | ---- | ---- | ---- |
| 174  | ↘170 | ↘129 | ↗200 | ↘111 |

По данным переписи 2002 года, в национальной структуре населения русские составляли 39 %, азербайджанцы — 26 %.

## Инфраструктура
В Крестьянском 4 улицы — Крестьянская, Лесная, Почтовая и Школьная. Примерно в 700 м к югу от жилого дома № 12 по улице Почтовой расположено общественное открытое кладбище площадью 7 тыс. м².

## Транспорт
- Съезд к селу от автомобильной дороги «Ипатово-Малый Барханчак»